# بينج ليوان
بينج لي وان (بالصينية: 彭麗媛) (ولدت في 20 نوفمبر 1962) هي حرم رئيس جمهورية الصين الشعبية شي جن بينج، وتشير لها وسائل الإعلام الصينية باسم سيدة الصين الأولى. وهي مطربة أوبرا مشهورة في طبقة السوبرانو. شغلت منصب مدير أكاديمية الفنون التابعة لجيش التحرير الشعبي.

## وصلات خارجية
- بينج ليوان على موقع IMDb (الإنجليزية)
- بينج ليوان على موقع ميوزك برينز (الإنجليزية)
- بينج ليوان على موقع ديسكوغز (الإنجليزية)